# Windows XP 64位版
Windows XP 64-bit Edition曾是微軟Windows XP作業系統的版本之一，運轉於第一代64位元Intel Itanium處理器之上。它是微軟公司歷史上第一個64位元工作站級別的作業系統，随32位元版於2001年發布，直至2003年才發布支援第二代Itanium处理器的2003版，但2005年7月微軟便終止對這個作業系統支援。

## 支援語言

### Windows XP 64-Bit Edition
原生版本支援日本語、法語、美國英語、德語
美國英語版可附加界面語言：日本語、西班牙語、法語、義大利語、韓國朝鮮語、德語

### Windows XP 64-Bit Edition, Version 2003
原生版語言僅供美國英語，可附加界面語言：日本語、西班牙語、法語、義大利語、韓國朝鮮語、德語

## 銷售渠道
隨同原始裝置供應商的安騰產品一同分發。

## 支援服務級別包

### Windows XP 64-bit Edition
2001年10月25日，Windows XP 64-bit Edition原生版發布，與32位元版同基源碼庫。
2002年9月9日，第一修正補丁發布，级别Service Pack 1。

### Windows XP 64-Bit Edition, Version 2003
2003年3月28日，Windows XP 64-Bit Edition, Version 2003原生版發布，與Windows Server 2003同基源碼庫。

## 兼容性與異同

### 架構
- DOS虛擬機（NTVDM）與16位元視窗支撐層（WOW, Windows on Windows)未實現，相應軟體不被支援。
- 32位元視窗應用程式由軟體層WoW64(Windows on Windows 64-bit)透過Itanium處理器中的IA32運轉機來支援，未利用Itanium處理器本身的運算潛能。

### 平台
- 基於Intel EFI韌體啟動

### 功能組件

#### Windows XP 64-Bit Edition
- 無須產品激活
- 缺少Windows Movie Maker、內置光碟燒錄等家用功能。
- 缺少Windows Media Player及NetMeeting程式
- DAO、Jet database等較舊技術的支援被取消。

## 同時期應用軟體開發工具
Itanium平台的應用軟體一般情況下是在傳統IA-32平台上開發的。直至Windows XP 64-Bit Edition, Version 2003在2005年初被終止支援時並未有一款Visual Studio產品可以直接編譯相應的軟體代碼。因此應用軟體開發者往往在Windows 2000及之後的作業系統中使用Platform SDK（平台軟體開發工具箱），輔助於Visual Studio 6.0及之後版本中的Visual C++開發。應用軟體的調試通常採用遠程方式在Itanium平台上完成。

## 關係與歷代版本對比
- 鑒于Itanium處理機架構自身先進的特性，譬如EPIC規範下的VLIW的架構本質和從眾多架構引入的特性，比如從SPARC架構中引入的指令窗概念等等——這都是微軟公司此前從未涉足支援過的。如何發揮這一先進架構潛能於現實領域中成為了Windows XP 64-Bit Edition的發展原動力和方向，因此64位元被賦予更廣更深層面的涵義。而相比之下的Windows XP Professional x64 Edition不過是專業版的AMD64或Intel 64化而已，兩者僅在時間上有接替的關係，事實上是兩個無關性質的產品。
- Windows XP 64-Bit Edition, Version 2003是接替2001年發布的版本，並做為Windows Server 2003安騰伺服器產品的工作站版本，沿襲Windows NT作業系統自發布以來的版本習慣。
- Windows NT 3.1是微軟公司第一個純32位元產品、Windows 95是第一個16位元32位元混合核心產品、Windows XP 64-Bit則是第一個正式的64位元產品。

### 并行版本
- Windows Server 2003 Enterprise for Itanium-Based System
- Windows Server 2003 Datacenter for Itanium-Based System